# Абу Якуб Юсуф (султан Маринидов)
Абу Якуб Юсуф ибн Якуб ан-Наср аль-Марини, или Абу Якуб Юсуф (ум. 1307) — седьмой маринидский султан Марокко. В его правление Мариниды лишились всех владений в Испании, захваченных при его отце и предшественнике Абу Юсуфе Якубе.

## Биография
Абу Якуб Юсуф сменил своего отца Абу Юсуфа Якуба на престоле Марокко в марте 1286 года, вскоре после его последней экспедиции в Испанию и мирного договора с Санчо IV Кастильским. Преемственность Абу Якуба оспаривалось несколькими его родственниками, включая брата, некоторые из претендентов получили защиту от правителей Королевства Тлемсен Абдальвадидов . В ответ на эту угрозу Абу Якуб, чтобы развязать себе руки в борьбе против Тлемсена, первым делом заключил соглашение с правителем Гранады Мухаммадом II, уступив ему все владения Маринидов в Испании, за исключением Альхесираса, Тарифы, Ронды и Гуадикса.
В ноябре 1288 года собственный сын Абу Якуба Абу Табит сформировал заговор, чтобы сместить отца. Заговор был раскрыт, но Абу Табит и его советники нашли убежище при дворе правителя Абдальвадидов Абу Саида Усмана. Абу Якуб вскоре примирился со своим сыном, но потребовал, чтобы его товарищи-заговорщики были преданы суду. Абу Саид Усман отказался их выдать. Тогда маринидский флот блокировал Тлемсен на протяжении большей части 1290 года, но успеха не добился.
В 1291 году перемирие с Санчо IV истекло, и военные действия в Испании были возобновлены. В то время как Абу Якуб был занят борьбой с Тлемсеном, Санчо IV договорился с султаном Насридов Мухаммедом II Гранадским, чтобы захватить три оставшихся цитадели Маринидов в Испании - Тарифу, Альхесирас и Ронду, - но для себя. С помощью гранадцев Санчо IV захватил Тарифу в октябре 1292 года. Но Санчо отказался выполнить соглашение о передаче цитадели Гранаде, и вместо этого решил оставить Тарифу в своих руках.
В ответ Мухаммад II немедленно попытался восстановить отношения с Маринидами. На встрече в Танжере в начале 1293 года Абу Якуб согласился помочь Мухаммаду II отбить Тарифу, но при условии, что город будет возвращён Маринидам, в обмен на это Мариниды согласились отдать Гранаде Альхесирас и Ронду. В рамках этой сделки Мухаммад II передал Абу Якубу четыре ценные копии Корана, которые были составлены халифом Усманом, бежавший из Дамаска в Кордову в 750-х годах. Изгнанный кастильский инфант Дон Хуан (дядя Санчо IV) участвовал в заключении этой сделки и согласился принять участие в кампании.
Абу Якуб предпринял свой первый переход через проливы в 1293 году (или 1294), чтобы осадить Тарифу. Но цитадель под командованием кастильского дворянина Алонсо Переса де Гусмана выдержала осаду. Говорят, что когда инфант Дон Хуан угрожал убить сына Гусмана, который находился в плену, Гусман бросил со стены нож и сказал инфанту, чтобы тот не медлил с исполнением своей угрозы.
Около 1294 года Абу Якуб получил сообщение о том, что в горах Эр-Рифа разразилось восстание берберских Ваттасидов, спровоцированное Тлемсеном. Планы по возобновлению осады Тарифы были отложены, и Абу Якубу пришлось потратить большую часть года на борьбу с восстанием в Рифе.
Провалившаяся осада Тарифы убедила Абу Якуба отказаться от планов захватить территории на полуострове. В 1295 году он официально передал последние две оставшиеся цитадели Маринидов - Альхесирас и Ронду - Мухаммеду II.

## Осада Тлемсена
Отказ от территорий в Испании развязал Абу Якубу руки в войне с Тлемсеном, начатой в 1295 году. Силы Маринидов планомерно и медленно двигались вдоль побережья, заняв Таурирт (1295), Уджду (1296), Таунт и Недрому (1297), пока, наконец, не подступили к Тлемсену в мае 1299 года. Настроившись на долгую осаду, Абу Якуб построил осадный лагерь, который превратился в настоящий город, известный как аль-Махалла аль-Мансура («Лагерь Победы»), с рынком, общественными банями, дворцом и мечетью. Отсюда султан вёл осаду Тлемсена, отправляя отряды, чтобы захватить оставшиеся прибрежные владения султаната Абдальвадидов, вплоть до Алжира.
Тем не менее, Тлемсен не сдавался. Смерть эмира Абдальвадидов Усмана в 1303 году заставила горожан рассмотреть предложение о капитуляции, но вступивший на трон Абу Зайян I сплотил сопротивление и обеспечил продолжение осады.
С целью снять осаду, агенты Абдальвадидов убедили нового султана Насридов Мухаммада III передать в 1306 году Сеуту претенденту на маринидский престол, некоему Усману ибн Идрису. Усман прибыл на гранадских судах и сразу же объявил себя правителем Марокко. Абу Якуб почувствовал угрозу, но осаду не снял, а лишь усилил, видя, что Тлемсен на грани падения. Отряды Усмана ибн Идриса без сопротивления заняли соседние города Асила, Лараш и большую часть региона Гомара.
В мае 1307 года султан Абу Якуб Юсуф был убит в осадном лагере евнухом ввиду неизвестных гаремных интриг. На престоле его сменил сын (или внук) Абу Табит, который решил отказаться от осады Тлемсена и разгромить Усмана ибн Идриса в Сеуте. Двенадцать лет войны Абу Якуба против Тлемсена закончились ничем.